# Legendary Hearts
Legendary Hearts je studiové album amerického rockového kytaristy a zpěváka Lou Reeda, vydané v roce 1983.

## Seznam skladeb
Všechny skladby napsal Lou Reed.

### Strana1
1. „Legendary Hearts“ – 3:23
2. „Don’t Talk to Me About Work“ – 2:07
3. „Make Up Mind“ – 2:48
4. „Martial Law“ – 3:53
5. „The Last Shot“ – 3:22
6. „Turn Out the Light“ – 2:45

### Strana2
1. „Pow Wow“ – 2:30
2. „Betrayed“ – 3:10
3. „Bottoming Out“ – 3:40
4. „Home of the Brave“ – 6:49
5. „Rooftop Garden“ – 3:04

## Sestava
- Lou Reed – kytara, zpěv
- Fred Maher – bicí
- Robert Quine – kytara
- Fernando Saunders – baskytara